# Al-Khatim Khalifa
Sirr Al-Khatim Khalifa, född 1919, död 18 februari 2006, var regeringschef i Sudan från 30 oktober 1964 till 2 juni 1965.